# Saarhochwasser 1947/48

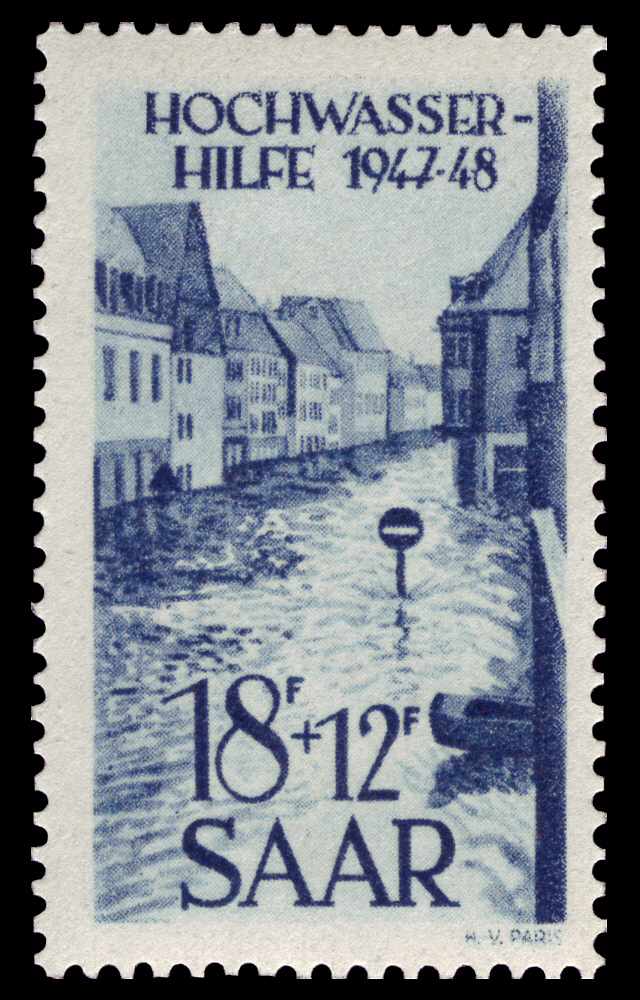
Sondermarke

Das Saarhochwasser war ein Jahrhunderthochwasser im Saarland Ende 1947 bis Anfang 1948.
Aufgrund starker Niederschläge und einer Schneeschmelze in den Vogesen stieg die Saar Ende Dezember auf bis zu 10,62 Meter, der Höchststand seit dem Hochwasser 1784. Betroffen waren die Innenstädte von Saarbrücken, Saarlouis, Merzig und Völklingen.
In Saarbrücken stand die Bahnhofstraße für eine Woche etwa einen Meter unter Wasser. Mehrere Treidelschiffe rissen aus der Verankerung und setzten auf der Wiese des Flughafens Saarbrücken-St. Arnual auf.

## Hilfe und Gedenken
Am 12. Oktober 1948 erschienen Sondermarken der Post mit einem Aufschlag für die Hochwasserhilfe. 
In Saarbrücken erinnern zwei Hochwassermarken an den hohen Pegelstand: Am Gebäude Saarstraße 11, Ecke Fröschengasse und am Rathaus St. Johann, Rückseite Gerberstraße.